# Plover (Wisconsin)
Plover é uma vila localizada no estado norte-americano de Wisconsin, no Condado de Portage.

## Demografia
Segundo o censo norte-americano de 2000, a sua população era de 10.520 habitantes.
Em 2006, foi estimada uma população de 11.378, um aumento de 858 (8.2%).

## Geografia
De acordo com o United States Census Bureau tem uma área de
23,0 km², dos quais 22,0 km² cobertos por terra e 1,0 km² cobertos por água.

## Localidades na vizinhança
O diagrama seguinte representa as localidades num raio de 20 km ao redor de Plover.